# Charles Bertie (professeur)
Le révérend Charles Bertie (c.1679 - 15 février 1746) est un ecclésiastique anglais et juriste. Il est pendant quelque temps professeur sedléien de philosophie naturelle, mais cette nomination est faite pour des raisons financières, car il n'a aucune compétence particulière en philosophie naturelle.

## Biographie
Il est le sixième et plus jeune fils de James Bertie (1er comte d'Abingdon). Il s'inscrit à Christ Church, Oxford le 29 octobre 1695 et obtient un BA le 18 décembre 1699 . Il entre dans le Middle Temple le 1er novembre 1700, mais n'est pas admis au barreau . Le 6 juillet 1703, il obtient son MA, et est nommé à une bourse de All Souls College en cette année-là. Il reçoit un BCL le 17 décembre 1706 et un DCL le 23 octobre 1711. Il épouse Elizabeth Cary (décédée en 1759), avec laquelle il a une fille, Anna (décédée en 1752) et un fils, Charles (décédé en 1788).
Le 26 février 1719, il est nommé professeur sedléien de philosophie naturelle, successeur de James Fayrer. Thomas Hearne note que cette nomination n'est pas due à une quelconque compétence dans le sujet, mais pour lui permettre de payer ses dettes au collège. Alors qu'il est économe, il a nommé Barzillai Jones pour le suppléer dans les fonctions du poste, et est tenu responsable lorsque Jones s'enfuit avec les fonds du collège .
Il est présenté comme recteur de Kenn, Devon le 27 août 1726 par son beau-frère, Sir William Courtenay (2e baronnet), et démissionne de sa bourse en 1727 . Courtenay le présenta également aux cures de Wolborough en 1739 et de Honiton le 15 novembre 1740. Bertie est décédé le 15 février 1746/7 et a été enterrée à Kenn.